# Backpacking

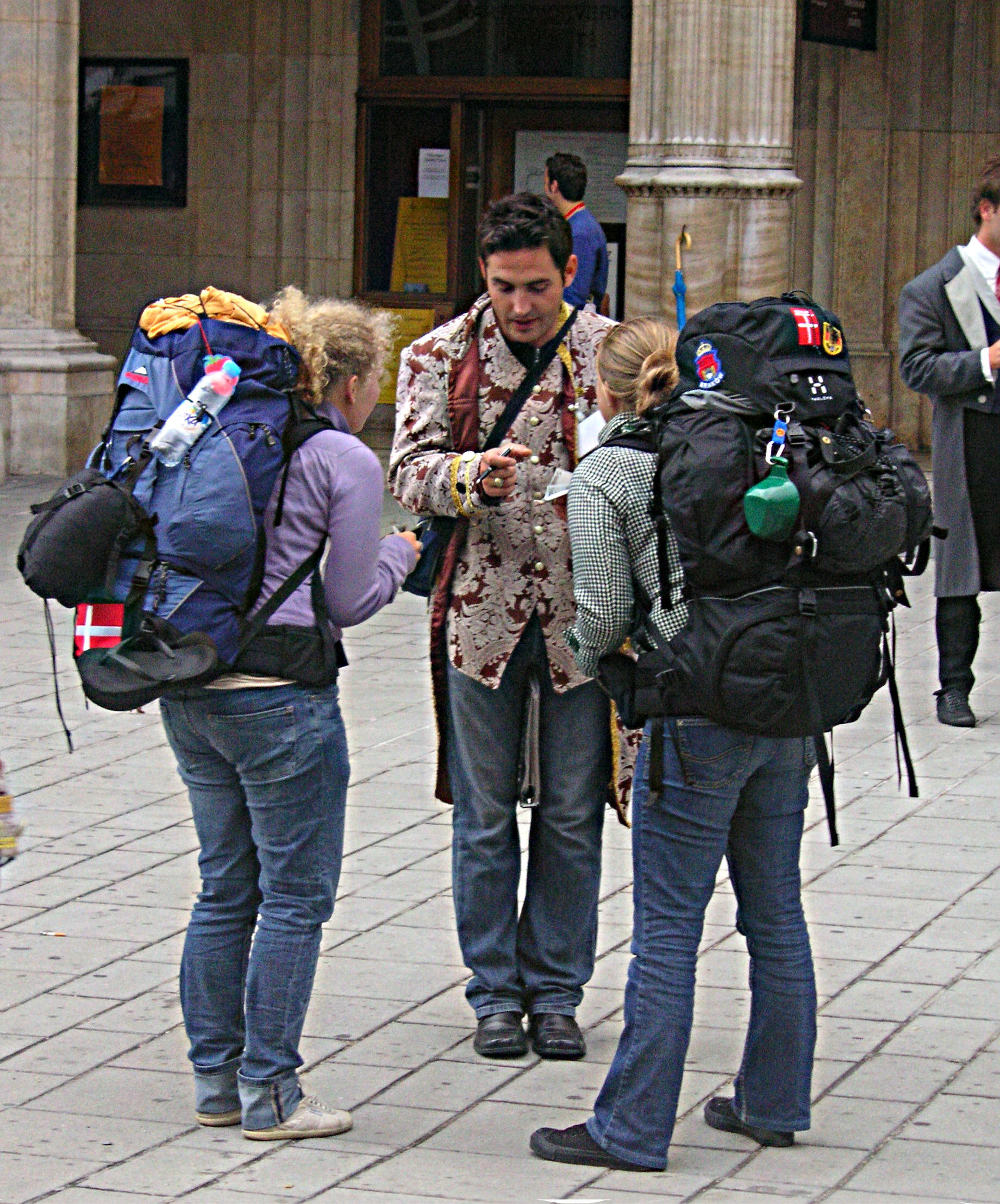
Backpacking „miejski” - dwie Dunki przed Operą Wiedeńską

Backpacking („podróżowanie z plecakiem” od ang. backpack – „plecak”) – forma indywidualnej turystyki, polegająca na odbywaniu podróży z niewielkim bagażem. Taki model turystyki czynnej charakteryzuje się organizowaniem podróży na własną rękę, korzystaniem z transportu publicznego, tanich noclegów (np. w schronisku, namiocie).

## Rodzaje backpackingu
Oprócz typowego backpackingu wyróżnia się:
- flashpacking (ang. flash, „błysk”) − forma ta łączy się z droższymi atrakcjami;
- poshpacking (ang. posh, „elegancki”) − ekskluzywna forma backpackingu, uprawiana przez wyższe sfery społeczeństwa.

## Backpacking w polskich mediach
Pierwszym programem w ogólnopolskich mediach poświęconym backpackingowi był „Dziko i tanio” w Polskim Radiu Bis. Jest to poradnik pokazujący, jak zorganizować tanią podróż w egzotyczne miejsce. Autor (Tomasz Michniewicz) spędził trzy tygodnie w Etiopii za 2700 zł i dwa tygodnie na Małych Antylach (Karaiby) za 3200 zł. Powstał również australijski program „Backpackers”, który światową premierę miał w roku 2006. W Polsce był nadawany na kanale Extreme Sports Channel.